# Rue Saint-Epvre
La rue Saint-Epvre est une voie de la commune de Nancy, dans le département de Meurthe-et-Moselle, en région Lorraine.

## Situation et accès
La rue Saint-Epvre est sise au sein de la Vieille-ville de Nancy, à proximité de la basilique Saint-Epvre et du palais ducal. La voie appartient administrativement au quartier Ville-Vieille - Léopold.

## Origine du nom
Elle porte ce nom en souvenir de l'ancienne église paroissiale de la Ville-Vieille de Nancy, dédiée à saint Epvre, 7e évêque de Toul, construite de 1436 à 1451, démolie en 1863 pour faire place à la basilique actuelle, construite de 1863 à 1875.

## Historique
Après avoir porté les noms de « rue du Four-Sacré », « rue de la Concorde » en 1791, « rue du Four-Sacré » en 1814, elle prend le nom de « rue Saint-Epvre » depuis 1839.